# Peridiniaceae
Famille
Les Peridiniaceae  sont une famille d'algues dinoflagellées de l’ordre des Peridiniales.

## Étymologie
Le nom vient du genre type Peridinium, dérivé du grec περιδινέω / peridinó (δινέω / dineo) tournoyer, en référence à l'activité de l'organisme. Cela a donné le mot péridinine, pigment caroténoïde collecteur de lumière associé à la chlorophylle que contient ces organismes.

## Liste des genres
Selon AlgaeBase (13 janvier 2022) :
- Albertia Vozzhennikova
- Alterbidinium Lentin & Williams
- Andalusiella W.Riegel
- Apectodinium (L.I.Costa & C.Downie) Lentin & G.L.Williams
- Australiella Vozzhennikova
- Biechelerella Deflandre
- Bohaidina Z.C.Song, C.Q.He, Z.Qian, Z.O.Pan, G.G.Zheng & Y.F.Zheng
- Bosedinia He Chengquan
- Brigantedinium P.C.Reid
- Cachonina A.R.Loeblich
- Calciodinelloideae R.A.Fensome, F.J.R.Taylor, G.Norris, W.A.S.Sarjeant, D.I.Wharton, & G.L.Williams
- Ceratiopsis Vozzhennikova
- Cerodinium Vozzhennikova
- Chatangiella Vozzhennikova
- Congruentidium Abé
- Conicoidium Z.C.Song, C.Q.He, Z.Qian, Z.O.Pan, G.G.Zheng & Y.F.Zheng
- Cooksoniella Vozzhennikova
- Deflandrea Eisenack
- Diconodinium Eisenack & Cookson
- Diniotorricellia Molinari & Guiry
- Ginginodinium Cookson & Eisenack
- Glochidinium Boltovskoy
- Halophilodinium Loeblich & A.R.Loeblich
- Hexagonifera Cookson & Eisenack
- Jusella Vozzhennikova
- Lithoperidinium Deflandre
- Palaeoperidinium Deflandre
- Parabohaidina Z.C.Song,  C.Q.He, Z.Qian, Z.O.Pan, G.G.Zheng & Y.F.Zheng
- Pentagonum Vozzhennikova
- Peridinium Ehrenberg
- Phthanoperidinium Drugg & Loeblich
- Prominangularia Z.C.Song, C.Q.He, Z.Qian, Z.O.Pan, G.G.Zheng & Y.F.Zheng
- Rhombodinium Gocht
- Smolenskiella Vozzhennikova
- Soaniella Vozzhennikova
- Staszicella Woloszynska
- Stomiosphaerina W.Nowak
- Succiniperidinium Masure Dejax & De Ploëg
- Thompsodinium Bourrelly
- Trivalvadinium M.A.Islam
- Uvatodinium Vozzhennikova
- Xandarodinium P.C.Reid